# دهستان گرمخان
دهستان گرمخان نام دهستانی در بخش گرمخان شهرستان بجنورد، استان خراسان شمالی در ایران است. براساس سرشماری مرکز آمار ایران در سال ۱۳۸۵، جمعیت آن ۱۷۱۰۴ نفر (۴۱۰۸ خانوار) بوده‌است.